# The Headless Horseman
The Headless Horseman är en amerikansk skräckfilm från 1922 i regi av Edward D. Venturini. Filmen är baserad på Washington Irvings The Legend of Sleepy Hollow från 1820. I huvudrollerna ses Will Rogers, Lois Meredith och Ben Hendricks Jr.

## Rollista i urval
- Will Rogers – Ichabod Crane
- Lois Meredith – Katrina Van Tassel
- Ben Hendricks Jr. – Abraham Van Brunt ("Brom Bones")
- Charles Graham – Hans Van Ripper
- Mary Foy – Dame Martling
- Bernard A. Reinold – Baltus Van Tassel
- Downing Clarke – Dominie Heckwelder
- Jerry Devine – Adrian Van Ripper
- James Sheridan – Jethro Martling
- Kay MacCausland – Elsa Vanderdonck
- Nancy Chase – Gretchen